# Bünsdorf
Bünsdorf (dänisch Bynstorp) ist eine Gemeinde im Kreis Rendsburg-Eckernförde in Schleswig-Holstein. Schirnau, Steinrade und Wentorf liegen im Gemeindegebiet.

## Geografie und Verkehr
Bünsdorf liegt etwa 11 km nordöstlich von Rendsburg zwischen dem Wittensee und dem Nord-Ostsee-Kanal. Zwischen beiden fließt die Schirnau. Westlich verläuft die A 7/E 45 von Rendsburg nach Schleswig, nördlich die Bundesstraße 203 von Rendsburg nach Eckernförde.
Zwischen Bünsdorf und Eckernförde verkehrte bis Ende 2020 Mittwoch und Samstag eine Bürgerbus-Linie. Dafür verkehrt eine tägliche Verbindung durch den Nahverkehrsverbund Schleswig-Holstein mit Bussen der Autokraft zwischen Rendsburg und Gettorf mit Halt in Bünsdorf.

## Geschichte
Der Ort Bünsdorf wird erstmals in einem zwischen August und November 1190 verfassten Bericht, der Visio Godeschalci, als Bunestorp erwähnt. Der Ortsname bedeutet „Dorf des Buni“. Ältestes Bauwerk des Ortes ist die Mitte des 13. Jahrhunderts errichtete St.-Katharinen-Kirche.

## Politik

### Gemeindevertretung
Bei der Kommunalwahl am 14. Mai 2023 wurden insgesamt neun Sitze vergeben. Gemeinsam für Bünsdorf erhielt fünf Sitze und die Wählergemeinschaft Lebendiges Bünsdorf erhielt vier Sitze.

### Wappen
Nach einem Entwurf von Alice Thomsen legte sich die Gemeinde Bünsdorf 1988 ein eigenes Wappen zu. Die Blasonierung lautet: „Über blau-silbernem Wellenschildfuß in Gold die rote neugotische Fassade der Bünsdorfer Kirche, seitlich begleitet von vier 2 : 2 gestellten grünen Eichenblättern.“ Das Wappen ist folgendermaßen zu deuten: Die Kirche ist als das zentrale, mit Abstand älteste Gebäude der Gemeinde abgebildet. Der Wellenschildfuß stellt den Wittensee dar, die Blätter nehmen Bezug auf die naturräumliche Lage im Naturpark Hüttener Berge und ihre Vierzahl verweist auf die vier in der Gemeinde zusammengefassten Ortsteile Bünsdorf, Wentorf, Schirnau und Steinrade.

### Partnergemeinde
Mit dem Ortsteil Göllin der Gemeinde Bernitt in Mecklenburg-Vorpommern besteht eine Partnerschaft.

## Wirtschaft
Das Gemeindegebiet ist überwiegend landwirtschaftlich geprägt. Größter Arbeitgeber ist das Erholungs- und Bildungszentrum, das zum Verband der Gemeinschaften in der Evangelischen Kirche in Schleswig-Holstein gehört.

## Sehenswürdigkeiten
In der Liste der Kulturdenkmale in Bünsdorf stehen die in der Denkmalliste des Landes Schleswig-Holstein eingetragenen Kulturdenkmale.

## Soziales Leben
Der örtliche Schützenverein hat rund 400, die Landjugend etwa 170 Mitglieder.

## Bildergalerie

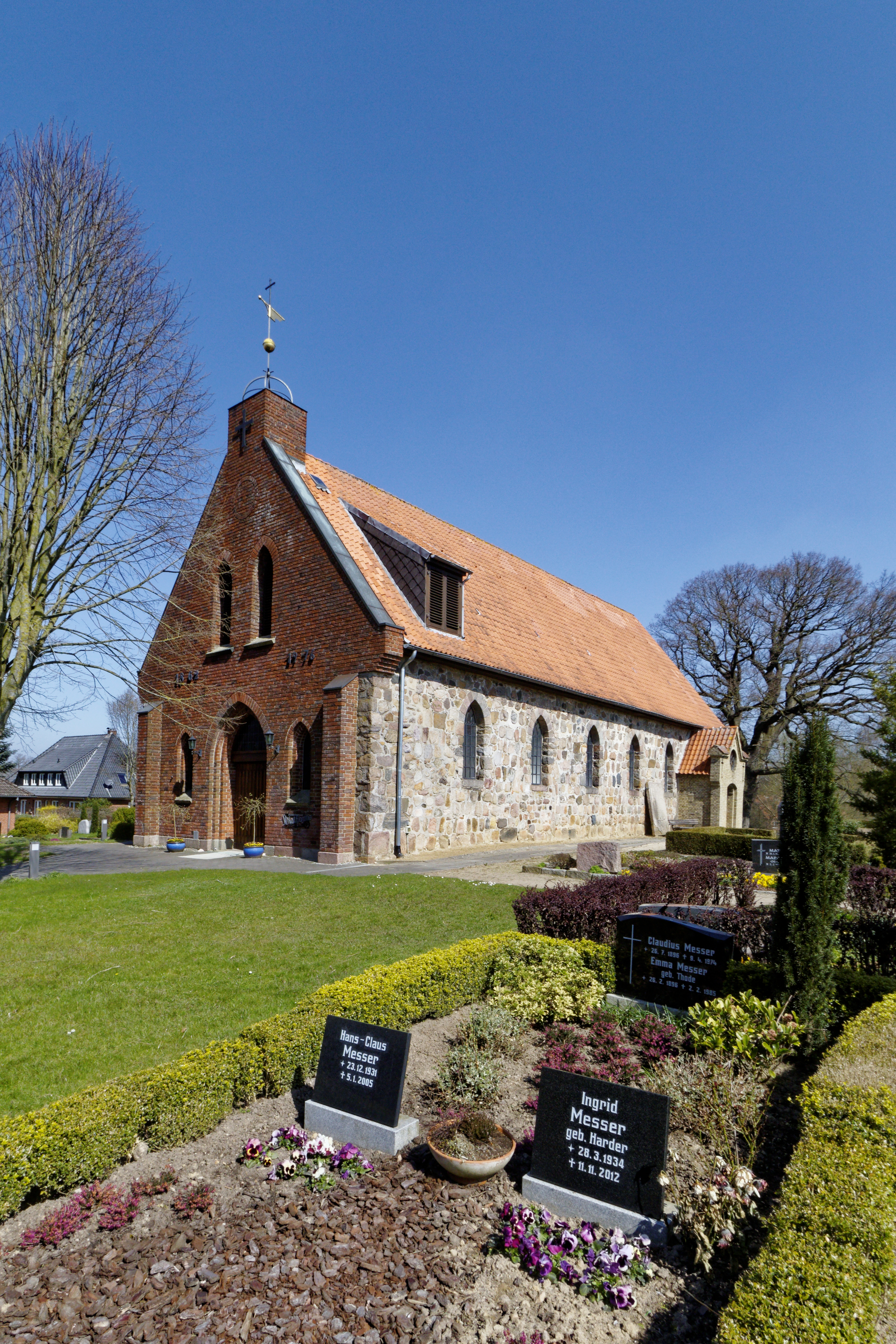
St.-Katharinen-Kirche
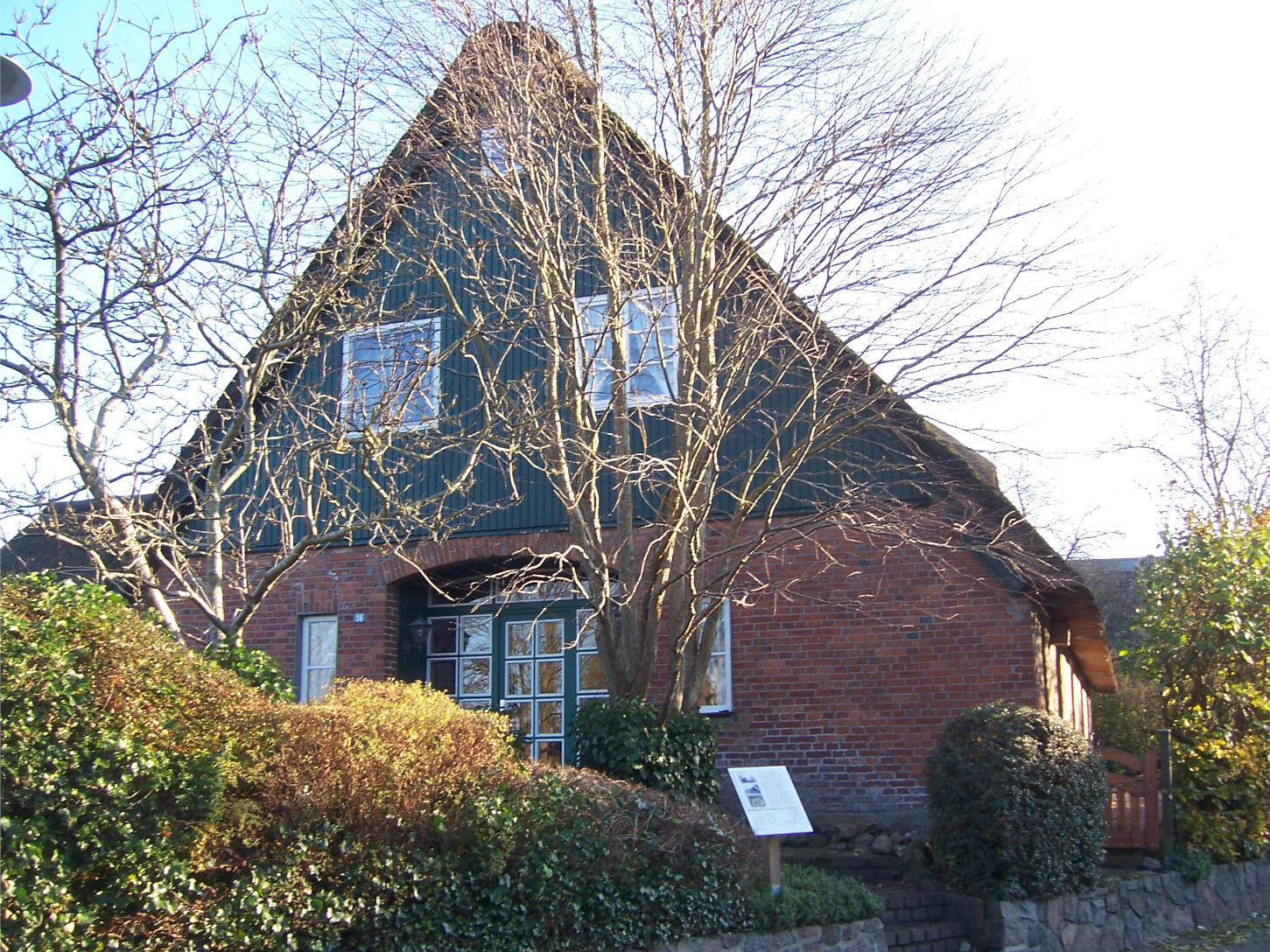
Alte Schule
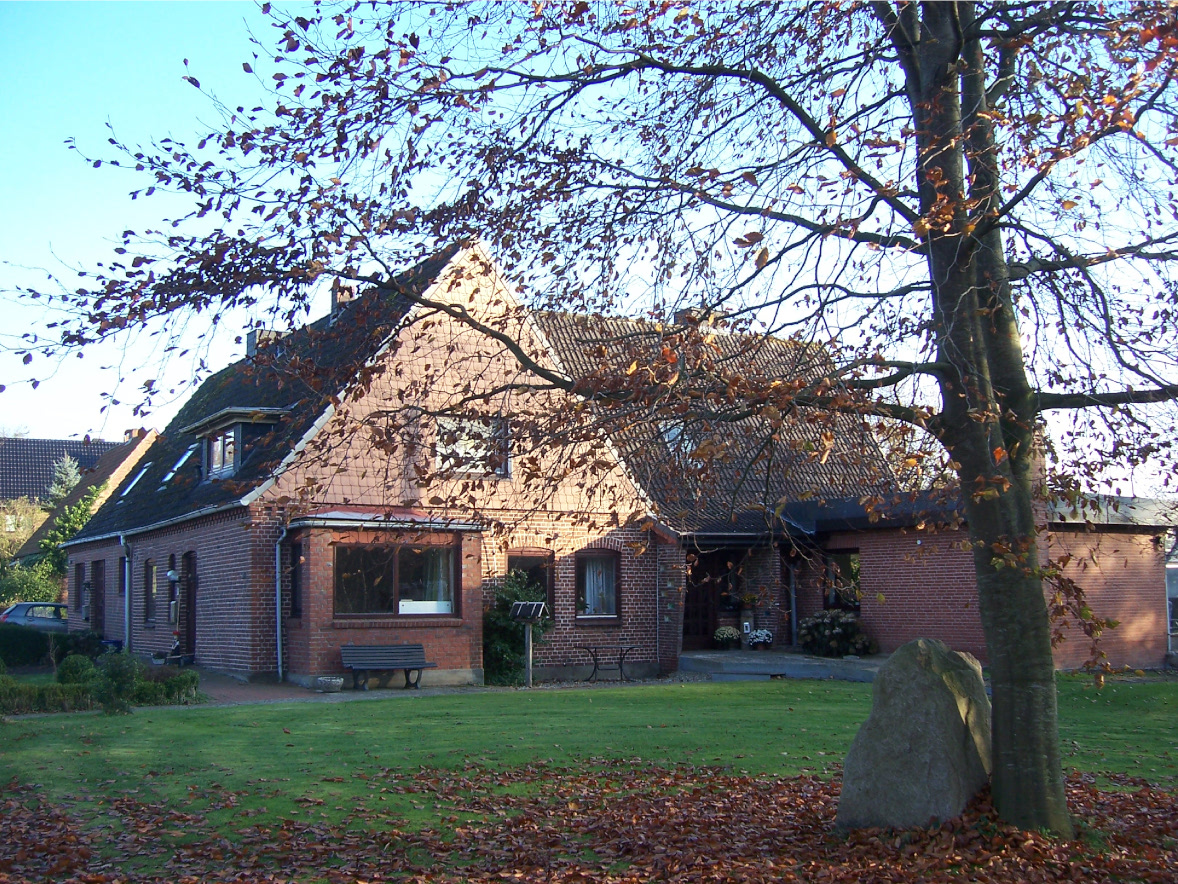
Alte Post
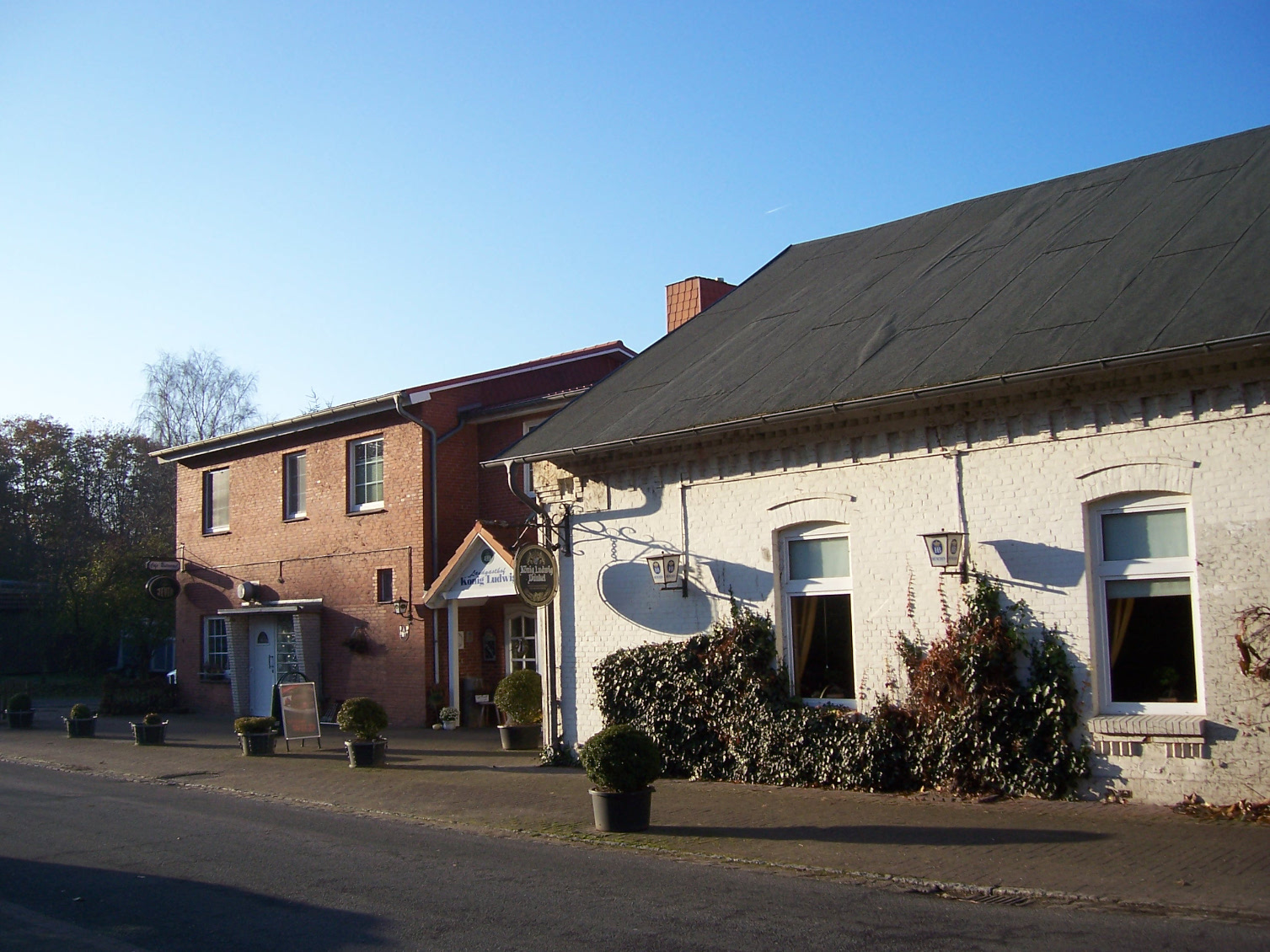
Gasthof König Ludwig